# دهستان علیا
دهستان علیا نام دهستانی در بخش مرکزی شهرستان اردستان، استان اصفهان در ایران است. مرکز این دهستان روستای بَقَم است.

## جمعیت
براساس سرشماری مرکز آمار ایران در سال ۱۳۸۵، جمعیت آن ۱۸۳۶ نفر (۶۲۲ خانوار) بوده‌است.